# Марк Фавоний
Марк Фаво́ний (лат. Marcus Favonius; родился не позднее 90 года до н. э., Таррацина, Римская республика — казнён в октябре 42 года до н. э., Филиппы, Македония, Римская республика) — римский политик из плебейского рода Фавониев, претор около 49 года до н. э. Последователь Катона Младшего.

## Биография
Благодаря одной обнаруженной надписи известно, что родиной Марка Фавония являлась Таррацина, а его отец носил тот же преномен — Марк.
Впервые имя Фавония упоминается в письменных источниках весной 61 года до н. э., когда сенатская судебная коллегия разбирала дело о святотатстве, имевшим место на празднике в честь Благой богини в декабре предыдущего года. Известно, что присутствие мужчин на этом таинстве запрещено. Тогда Публий Клодий Пульхр, чтобы увидеться со своей любовницей, Помпеей Суллой, переодевшись в женское платье, тайно проник в дом действующего претора Гая Юлия Цезаря. В июне 60 года до н. э. Квинт Цецилий Метелл Пий Сципион Назика выиграл какие-то выборы у Фавония, ввиду чего последний обвинил Цецилия в подкупе избирателей (crimen de ambitu), но проиграл судебный процесс (защитником Квинта выступил Марк Туллий Цицерон); речь могла идти о выборах плебейских трибунов.
Как противник триумвиров Марк Фавоний вместе с Марком Порцием Катоном, Луцием Ниннием Квадратом и двумя народными трибунами 55 года, Гаем Атеем Капитоном и Публием Аквилием Галлом, тщетно пытался помешать утверждению в комициях Требониева закона (Lex Trebonia) и был прогнан с Форума ликторами других трибунов. В 53 году до н. э. при содействии того-таки Катона Марк достиг должности эдила.
Летом 51 года до н. э., незадолго до начала конфликта между Гаем Юлием Цезарем и Помпеем Великим, вскоре переросшим в открытое вооружённое противостояние, избирался в преторы, но был провален; по едкому выражению Марка Целия Руфа, «за него не голосовал ни один из лучших граждан».
В ходе междоусобной войны 49—45 годов до н. э. Марк Фавоний сражался в рядах оптиматов: известно, что 9 августа 48 года уже в качестве пропретора (предположительно, Македонии) он принимал участие в сражении близ Фарсала, а, видя разгром своих войск, вместе с ближайшим окружением Гнея Помпея бежал в Египет. Там Фавония с прочими беглецами, по всей видимости, по приказу регента Потина заточили в тюрьму, а чуть позже выдали Юлию Цезарю. Тем не менее, действующий консул в соответствии с активно проводимой им «политикой милосердия» простил Марка, и последний смог вернуться в Рим.
После убийства диктатора в курии сената 15 марта 44 года до н. э. Марк перешёл на сторону республиканцев Кассия и Брута, был взят в плен после второй битвы при Филиппах, состоявшейся 23 октября 42 года до н. э., и казнён.